# RCW Cruiserweight Championship
L'RCW Cruiserweight Championship è il titolo per i pesi leggeri della Real Championship Wrestling (RCW). È nato nel gennaio 2010.

## Albo d'oro
| Wrestler      | Regno | Data            | Luogo   | Note                                |
| ------------- | ----- | --------------- | ------- | ----------------------------------- |
| Rich Swann    | 1     | 16 gennaio 2010 | Canton  | Sconfiggendo Lince Dorado.          |
| Steve Diaz    | 1     | 5 giugno 2010   | Canton  |                                     |
| Zema Ion      | 1     | 4 dicembre 2010 | Canton  |                                     |
| Adam Cole     | 1     | 6 agosto 2011   | Canton  | In un Two Out of Three Falls Match. |
| Derek Frazier | 1     | 25 marzo 2012   | Hanover |                                     |